# الفاشية الإقطاعية
الفاشية الإقطاعية أو الشمولية الثورية الإقطاعية كانت مصطلحات رسمية استخدمها الحزب الشيوعي الصيني بعد ماو تسي تونغ للإشارة إلى أيديولوجية وحكم لين بياو وعصابة الأربعة خلال الثورة الثقافية.

## المنطق
في عصر الإصلاح والانفتاح في الصين استخدم الحزب الشيوعي العبارة لتأطير تجاوزات الثورة الثقافية على أنها قادمة من جهات فاعلة فردية، مثل تلك الموجودة في عصابة الأربعة، وليس من الحزب ككل. بعد وفاة لين بياو واختتام الثورة الثقافية، كان التفسير الرسمي للحزب الشيوعي هو أن لين بياو وعصابة الأربعة يمثلون بقايا الأيديولوجية الإقطاعية في الصين الذين استخدموا الأساليب الإرهابية للفاشية لقمع الديمقراطية الشعبية. سمح هذا التوصيف أيضًا لخلفاء ماو تسي تونغ هوا جوفينج ودنغ شياو بينج بالتخلي عن فترة 1966-1976 دون مهاجمة ماو تسي تونج نفسه. الطرق التي انتُقدت على أنها فاشية إقطاعية تضمنت الاستبداد والعقيدة الشعائرية وعبادة المانجو والقمع العسكري. كما أشارت إلى الافتقار العام للاندماج المستقر بين الحزب والدولة، والذي نتج عن إساءة استخدام الخط الجماهيري وعدم مراعاة عملية يانان للتعامل مع المعارضة بين الأحزاب.

## التأثيرات
في عام 1977 نشرت صحيفة الشعب اليومية افتتاحية تدعو إلى مزيد من الانتخابات والمؤسسات الديمقراطية الأخرى للصين من أجل منع تكرار الفاشية الإقطاعية. اعتبر أحد السطور من دستور الحزب الشيوعي الصيني رمزًا للفاشية الإقطاعية بشكل خاص وتم تجريده خلال المؤتمر العاشر بعد الثورة الثقافية: «فكر ماو تسي تونغ هو الماركسية اللينينية في العصر الذي تتجه فيه الإمبريالية إلى الانهيار التام والاشتراكية تتقدم نحو انتصار عالمي». بعد ذلك بوقت قصير بدأ الزعيمان الإصلاحيان هو ياوبانغ ودينج شياو بينج في إعادة تأهيل المواطنين الذين تم تصنيفهم على أنهم رأسماليون وعناصر سيئة ومعادون للثورة. أدى هذا الارتفاع الحاد في الحرية السياسية إلى حركة جدار الديمقراطية، حيث اقترح بعض المنشقين أن فترة «الفاشية الإقطاعية» بدأت في وقت أبكر بكثير من الثورة الثقافية. نمت الحركة لتهدد حكم الحزب لدرجة أنه تم قمعها واستمر الإصلاح بحذر أكبر بعد ذلك.